# بنك اليونان

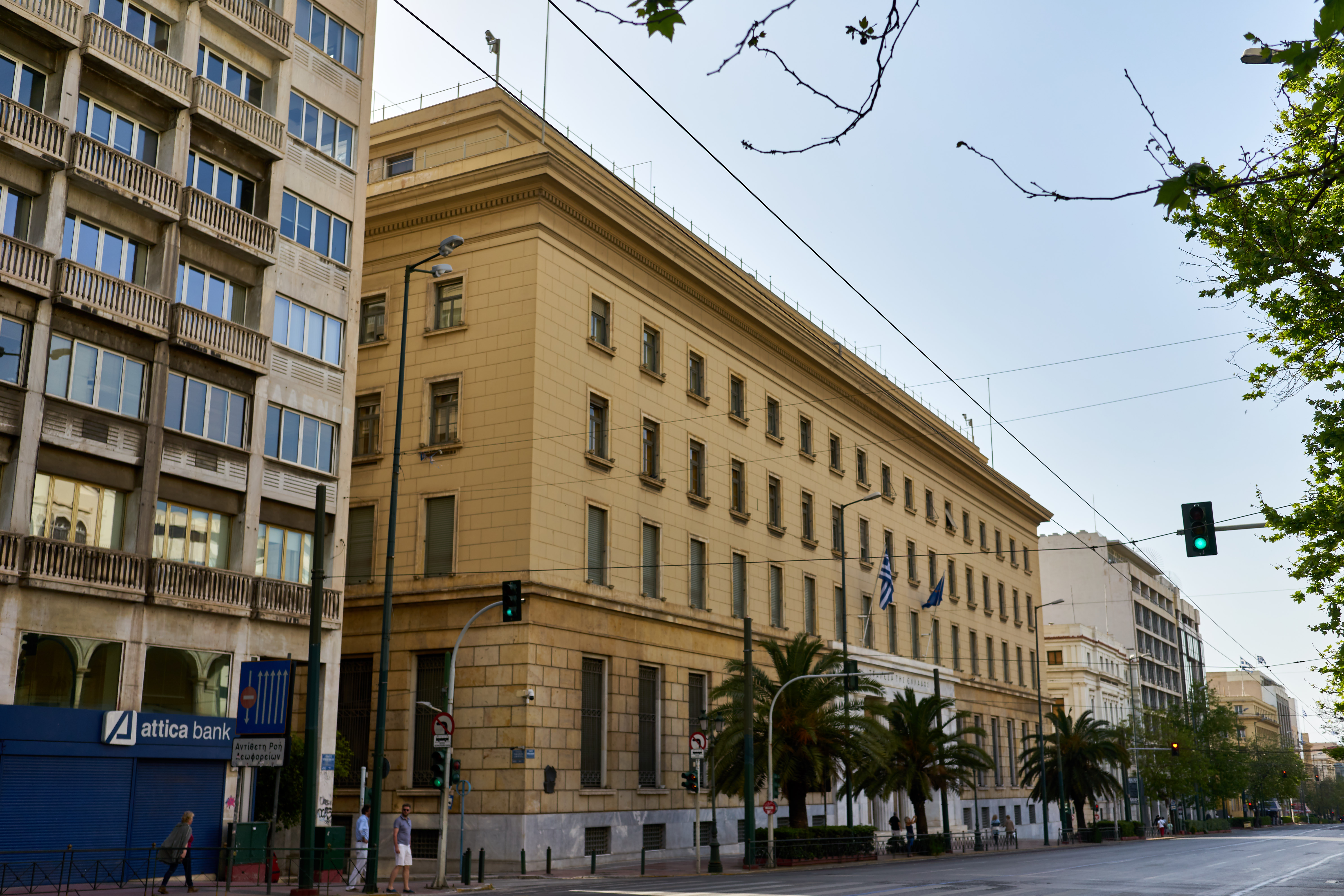
مقر بنك اليونان

بنك اليونان هو البنك المركزي لدولة اليونان. يقع مقره الرئيسي في أثينا في شارع بانيبيستيمو، ولكن لديه أيضًا عدة فروع في جميع أنحاء البلاد. تأسس في عام 1927 وبدأ عملياته رسمياًً في عام 1928. تم الانتهاء من البناء الذي يضم حاليًا مقره الرئيسي بعد عشر سنوات في عام 1938.

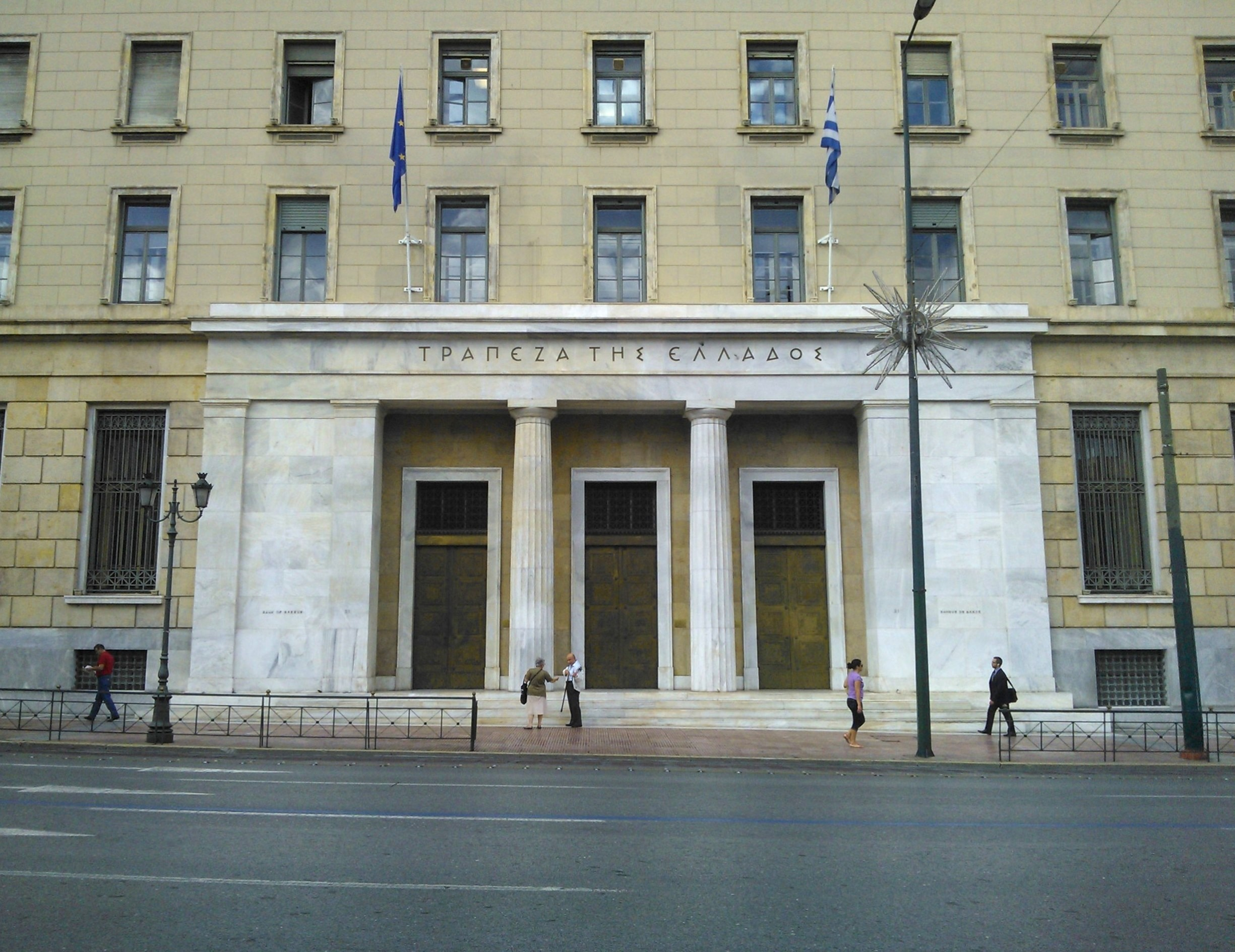
المدخل الرئيسي لمقر بنك اليونان في أثينا

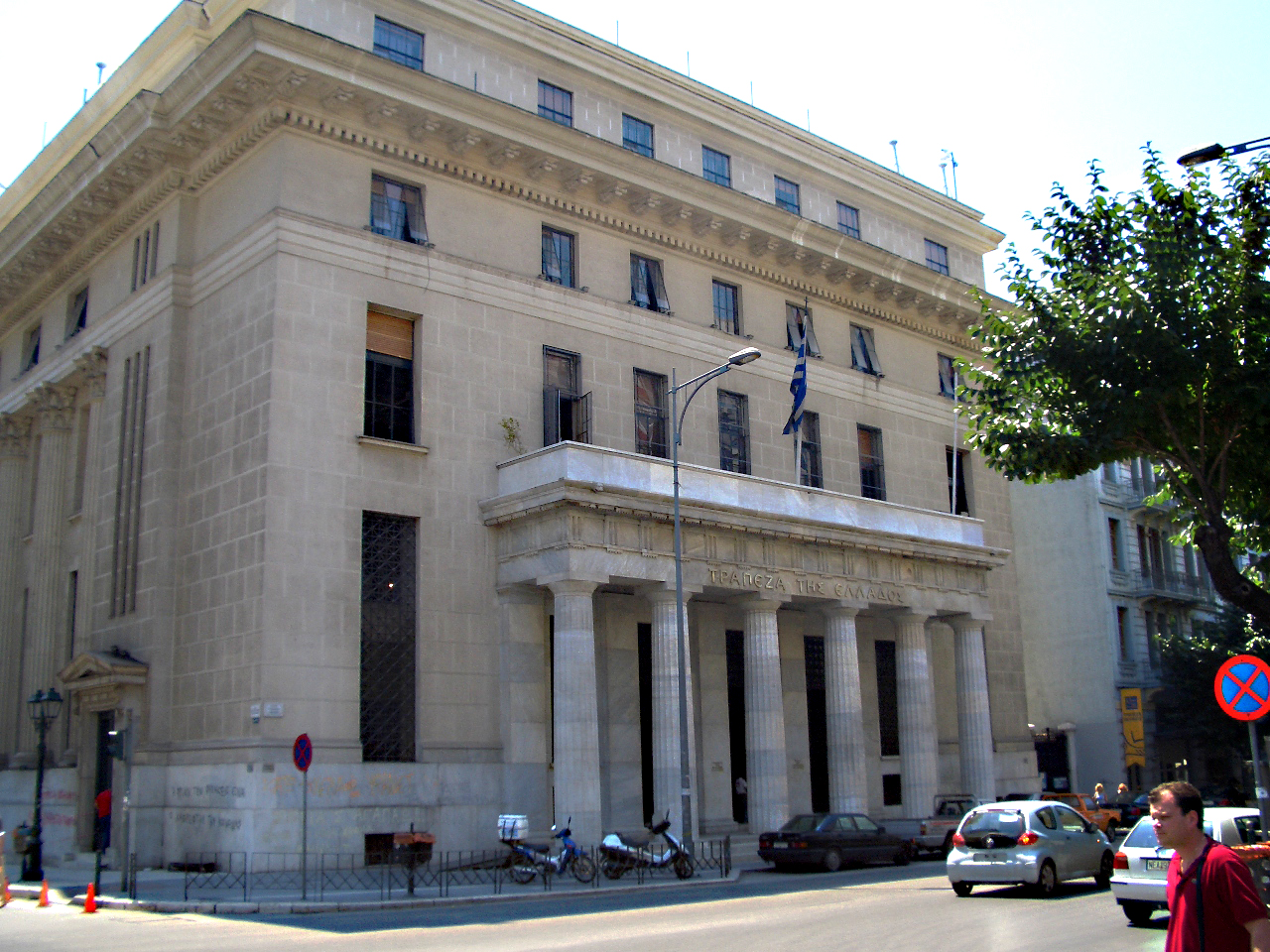
فرع بنك اليونان في ثيسالونيكي ثاني أكبر مدينة في اليونان

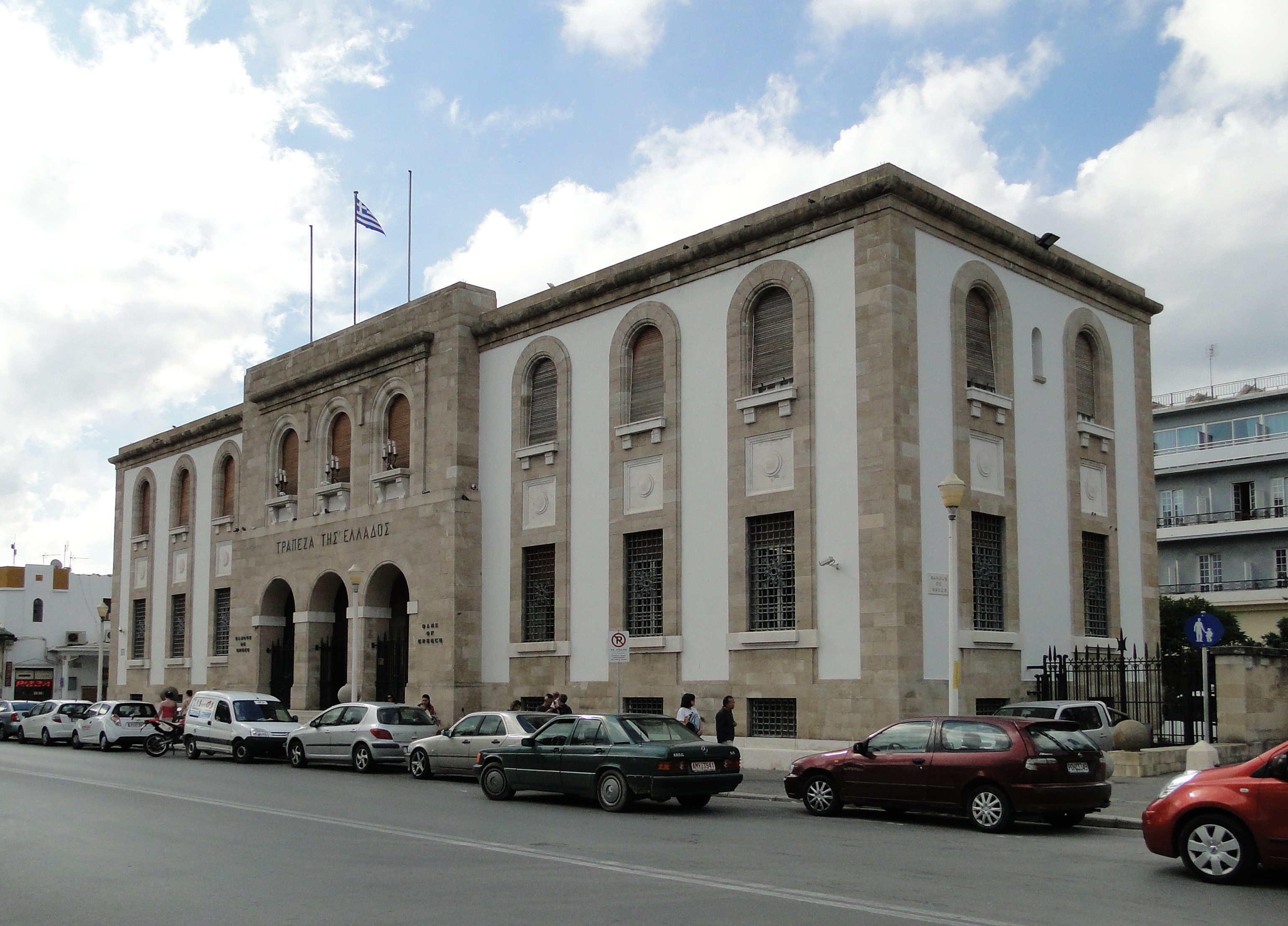
فرع بنك اليونان في جزيرة رودس

بنك اليونان مدرج في بورصة أثينا.

## روابط خارجية
- (باليونانية) (بالإنجليزية) الموقع الرسمي لبنك اليونان
- تقرير المحافظ عن الميزانية العمومية في 31 ديسمبر 1928